# Pseudomystus heokhuii
Pseudomystus heokhuii és una espècie de peix de la família dels bàgrids i de l'ordre dels siluriformes.

## Morfologia
Els mascles poden assolir els 6,4 cm de longitud total.

## Distribució geogràfica
Es troba a Sumatra (Indonèsia).